# Bảo tàng Người Việt

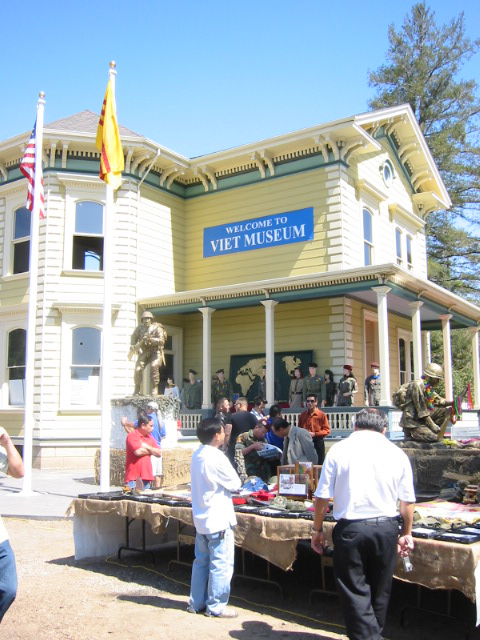
Mặt tiền Viện Bảo tàng Người Việt ở San Jose, CA

Viện Bảo tàng Người Việt, tên chính thức tiếng Anh: Viet Museum, còn được gọi là Viện Bảo tàng Thuyền nhân và Việt Nam Cộng hoà, là tập hợp các sưu tầm của người Việt tỵ nạn tại Hoa Kỳ, với trụ sở đặt tại Greenwald House, Kelley Historic Park, thành phố San Jose, tiểu bang California, Hoa Kỳ.
Viện Bảo tàng Người Việt được khánh thành tháng 8 năm 2007 là kết quả của sự nỗ lực của cơ quan IRCC-Immigrant Resettlement and Cultural Center (Trung tâm tái định cư & văn hoá di dân), dưới sự điều hành của ông Vũ Văn Lộc.
Bộ sưu tầm được chia thành ba phần:
- 1950 – 1975: Việt Nam Cộng hòa và cuộc chiến vì Tự do;
- 1975 – 1996: Thuyền nhân và con đường tìm Tự do;
- 1975 – 2007: Người Việt tỵ nạn ngày nay xây dựng Tự do.

Trong những di vật lưu trữ tại đây là một số vật dụng cá nhân của nhạc sĩ Việt Dzũng như cặp nạng của người nhạc sĩ lúc sinh thời.
Thành phố San Jose tại miền bắc California là nơi tập trung người Việt đông thứ nhì tại Hoa Kỳ, sau Quận Cam.